# Alix Wilkinson
Alix Wilkinson (* 2. August 2000 in Mammoth Lakes, Kalifornien) ist eine ehemalige US-amerikanische Skirennläuferin.

## Karriere
Wilkinson gab ihr internationales Renndebüt am 18. August 2016 bei einem FIS-Slalom im Skigebiet Treble Cone bei Wanaka. In den darauffolgenden Jahren startete sie hauptsächlich bei Rennen des Nor-Am Cups sowie bei FIS-Rennen in Nordamerika.
In der Saison 2019/20 des Nor-Am Cups belegte sie in der Abfahrtswertung hinter ihrer Teamkollegin Keely Cashman den zweiten Platz. Zu Beginn des Winters hatte sie am 6. Dezember 2019 bei der Abfahrt von Lake Louise ihr Weltcupdebüt gegeben.
Am 22. Januar 2022 gewann Wilkinson bei der Abfahrt von Cortina d’Ampezzo ihre ersten Weltcuppunkte mit Rang 18. Aufgrund dieser Leistung wurde sie schließlich als Ersatz für die verletzte Breezy Johnson für die Olympischen Winterspiele in Peking nominiert. Bei diesen schied sie jedoch sowohl in der Abfahrt als auch im Super-G aus.
Im September 2022 zog sich Wilkison beim Training in Portillo einen Bruch des linken Knöchels zu. Am 8. September 2024 gab Wilkinson ihr Karriereende bekannt, da sich aus diesem Bruch ein komplexes regionales Schmerzsyndrom entwickelt hatte, was eine Rückkehr in den Rennsport unmöglich macht.

## Erfolge

### Olympische Winterspiele
- Peking 2022: DNF Abfahrt, DNF Super-G

### Weltcup
- 2 Platzierungen unter den besten 30

### Juniorenweltmeisterschaften
- Val di Fassa 2019: DNF Riesenslalom
- Narvik 2020: DNS Riesenslalom

### Nor-Am Cup
- Saison 2019/20: 2. Abfahrtswertung, 7. Super-G-Wertung
- Saison 2021/22: 3. Super-G-Wertung
- 5 Podestplätze, davon 2 Siege

| Datum             | Ort         | Land   | Disziplin |
| ----------------- | ----------- | ------ | --------- |
| 12. Dezember 2019 | Lake Louise | Kanada | Abfahrt   |
| 13. Dezember 2021 | Panorama    | Kanada | Super-G   |

### Weitere Erfolge
- 8 Siege bei FIS-Rennen